# Piaristické gymnázium (Litomyšl)
Piaristické gymnázium v Litomyšli bylo gymnázium piaristické koleje založené roku 1640. Gymnázium se od roku 1719 nacházelo v budově poblíž kostela Nalezení sv. Kříže, ve které se nyní nachází Regionální muzeum. Roku 1874 přešlo gymnázium do správy státu a roku 1923 se přestěhovalo do nové budovy, dnes Gymnázium Aloise Jiráska.

## Historie
Gymnázium vzniklo založením piaristické koleje, jejíž zakládací listinu podepsala 3. září 1640 majitelka litomyšlského panství Frebonie Eusebie z Pernštejna. Hlavním důvodem přivedení řádu piaristů do Litomyšle byla podpora protireformace v oblasti se silným vlivem husitství a bratrství. Vyučování ve škole začalo v listopadu 1644 – rok poté, co se piaristé usadili v nově vybudované koleji. Město na provoz gymnázia přislíbilo částku 200 zlatých ročně a dodávky dřeva z městských lesů, sama Frebonie z Pernštejna pak založila pro žáky takzvanou chlebíčkovou nadaci. Každou sobotu bylo mezi studenty rozdáno 84 bochníků chleba pod podmínkou, že se pomodlí (pětkrát Zdrávas Maria a pětkrát Otčenáš).

### Nová budova gymnázia
Se stavbou nového kostel Nalezení svatého Kříže musely být mezi lety 1714 a 1716 zbourány stávající budovy školy a kostela vedle koleje. V roce 1714 zakoupila kolej dům na baště vedle fortny a město darovalo druhé stavební místo. Základní kámen nové budovy podle projektu Giovanni Battisty Alliprandiho byl položen 6. srpna 1714 a budova dokončena roku 1719. V letech 1735 a 1742 poškodil budovu požár, především školní divadlo. Po druhém požáru přibyla věž se zvonkem ulitým v Brně. Opět roku 1775 gymnázium vyhořelo, ve věži umístěné hodiny byly prodány kostelu v Makově a věž až roku 1798 stržena věž a nahrazena menší. Po dalším požáru roku 1814 pokryl budovu novým krovem tesař Martin Fayman se synem Františkem. Následujícího roku byla celá budova upravena, nad portál byl umístěn říšský orel a vedle výklenku namalován v roce 1817 český lev. Celá budova byla opravena roku 1826 a věž nově postavena a pobita mědí.

### Organizace výuky
Piaristická škola sestávala z několika přípravných tříd a samotného gymnázia. Zdarma se v ní vzdělávali chlapci ve věku od sedmi let. První tři třídy (tzv. trivium) byly zaměřené na výuku čtení a psaní v národním jazyce, aritmetiku, základy katechismu a latiny. Samotné gymnázium, tj. latinská škola, bylo rozděleno na dvě skupiny: tři třídy gramatiky a tři nejvyšší zaměřené na humanitní vědomosti, rétoriku, poetiku a morální teologii. Součástí studia byla i veřejná vystoupení – divadelní přestavení, akademie a aklamace. Zapojovali se do nich studenti všech ročníků, autory byli nejčastěji profesoři. V letech 1715–1775 bylo celkem odehráno 223 představení. V roce 1775 školní divadlo vyhořelo, v témže roce pak císařovna Marie Terezie školní představení zakázala.
Kromě gymnázia byla v roce 1733 v Litomyšli zřízena ještě samostatná filosofická studia určená studentům mířícím na studium teologie, medicíny či práva na vysokých školách. Filosofický ústav byl však trnem v oku jezuitům ovládajícím v té době pražskou univerzitu, neboť jeho fungování z jejich pohledu škodilo pražské artistické fakultě.  V roce 1849 byla filosofie zrušena a dvě její třídy sloučeny s gymnáziem. To bylo v roce 1866 oficiálně prohlášeno za české, čeština se však ve výuce prosazovala již dříve. Roku 1874 pak bylo piaristické gymnázium postátněno a roku 1923 se škola přestěhovala do nově postavené budovy v Masarykově čtvrti. Do budovy se v roce 1926 přestěhovalo městské muzeum, dnešní regionální muzeum.

## Budova

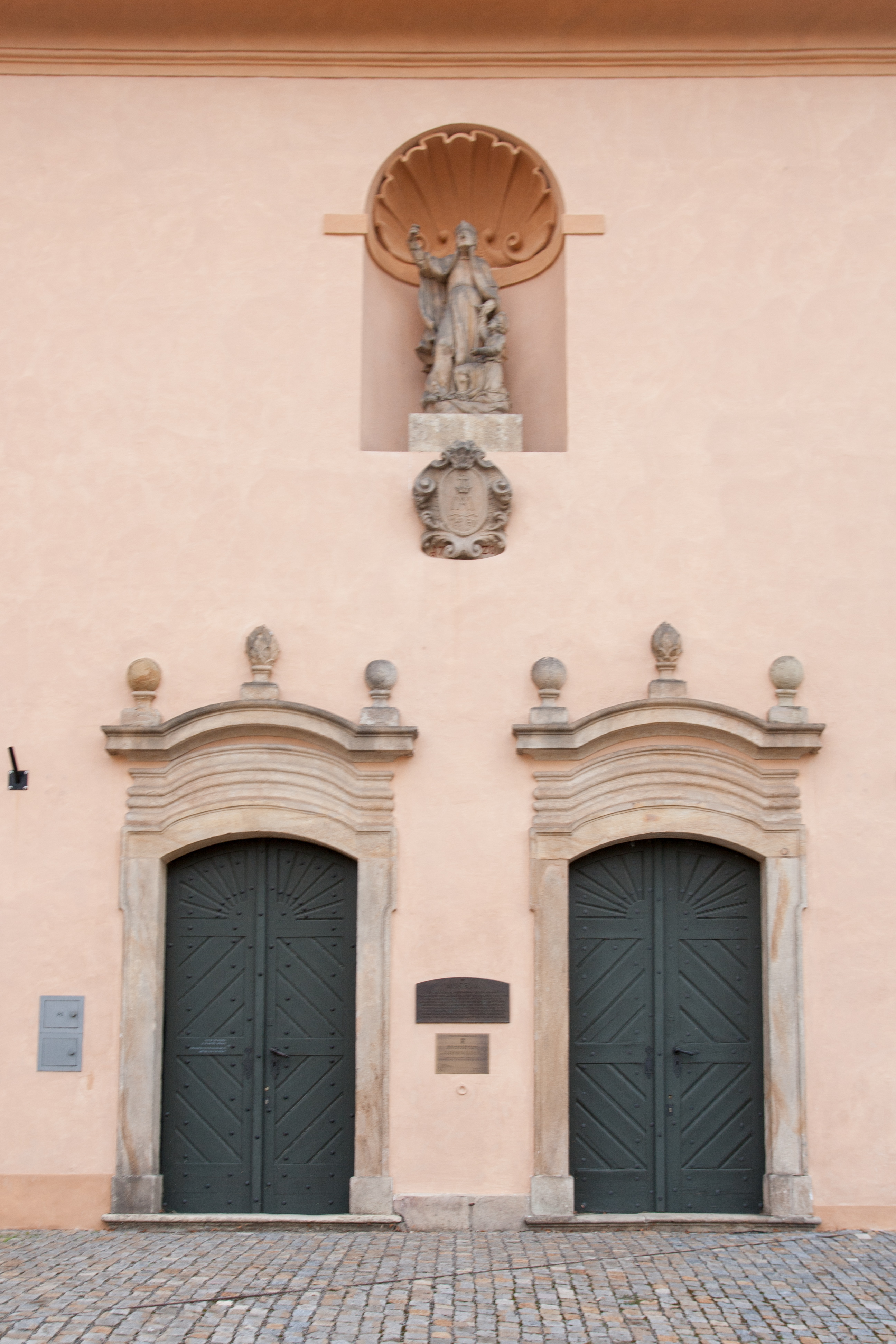
Dvojitý portál budovy ze severozápadní strany s kartuší a sochou svatého Josefa Kalasanského

Stavba gymnázia je od roku 1958 chráněnou kulturní památkou a v současnosti je sídlem regionálního muzea. Budova je obdélná, na straně zámku má jedno patro, směrem do města má dvě patra. Fasáda je nečleněná, uprostřed se nachází dvojitý portál s pískovcovým ostěním a ořímsovaným nástavcem, na němž stojí po stranách koule a ve středu piniové šišky. Nad portály je nika s mušlovitou konchou v níž stojí pískovcová socha zakladatele piaristického řádu, svatého Josefa Kalasanského, pod ním je kartuše se znaky řádu a letopočtem 1720. Ze sedlové střechy, pokryté taškami, vystupuje v ose budovy čtyřboká věž s oblými rohy a polokruhovitě zaklenutými okny. Věž je zakryta měděným plechem pobitou helmou s trojnohou pyramidou nahoře, podle popisu z roku 1908 měla být na vrcholu plechová orlice nad českou korunou. Místnosti jsou zaklenuty pruskými plackami oddělenými pásy, chodby jsou zaklenuty valeně se stýkajícími se výsečemi. Ze severní strany budovy vybíhá krátká zeď s pískovcovým portálem, ke které přiléhá moderní železobetonový přístavek ve tvaru nepravidelného jehlanu, jenž je výsledkem revitalizace muzea. 

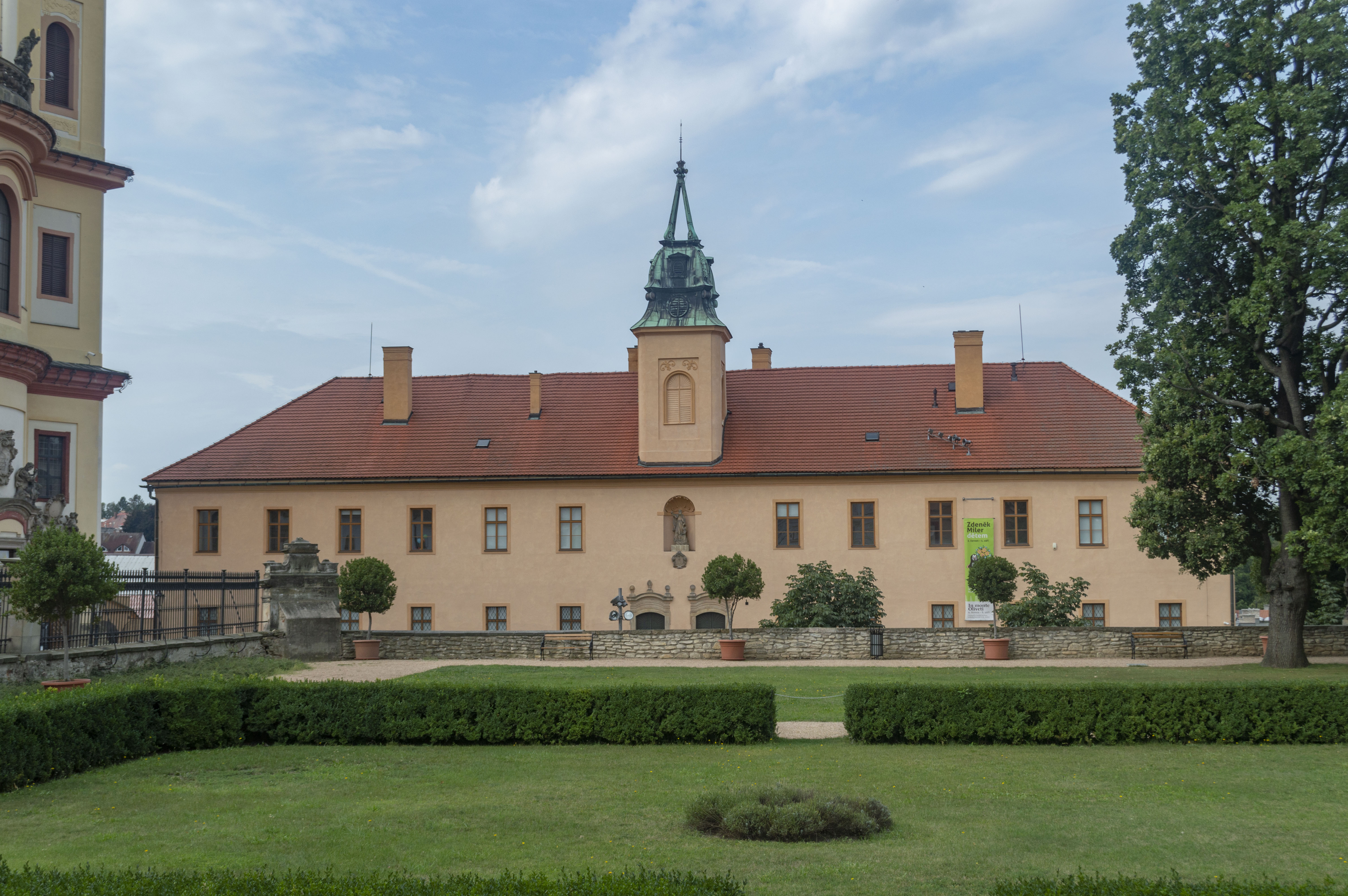
Pohled ze zámeckého parku
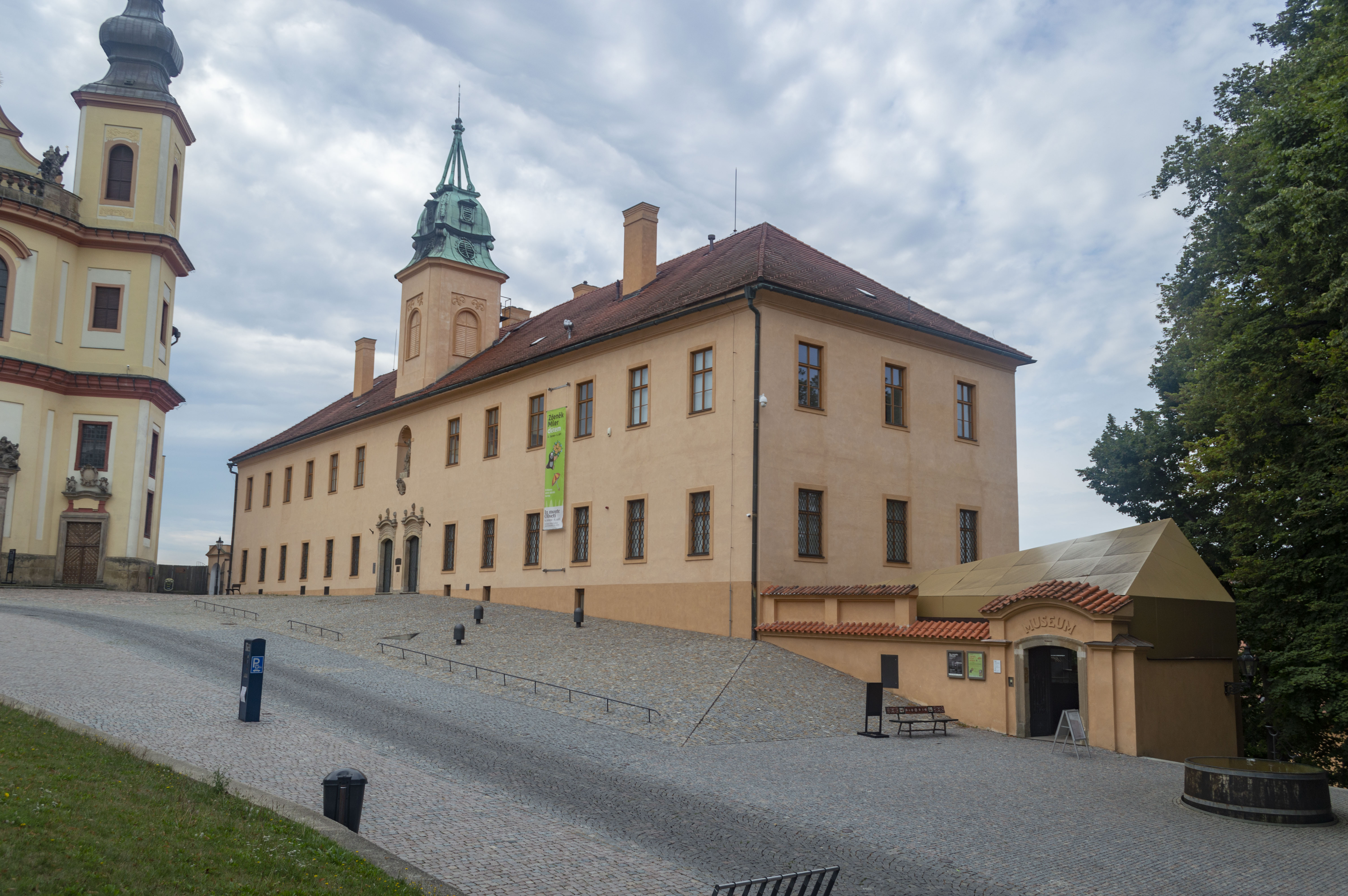
Pohled ze severu
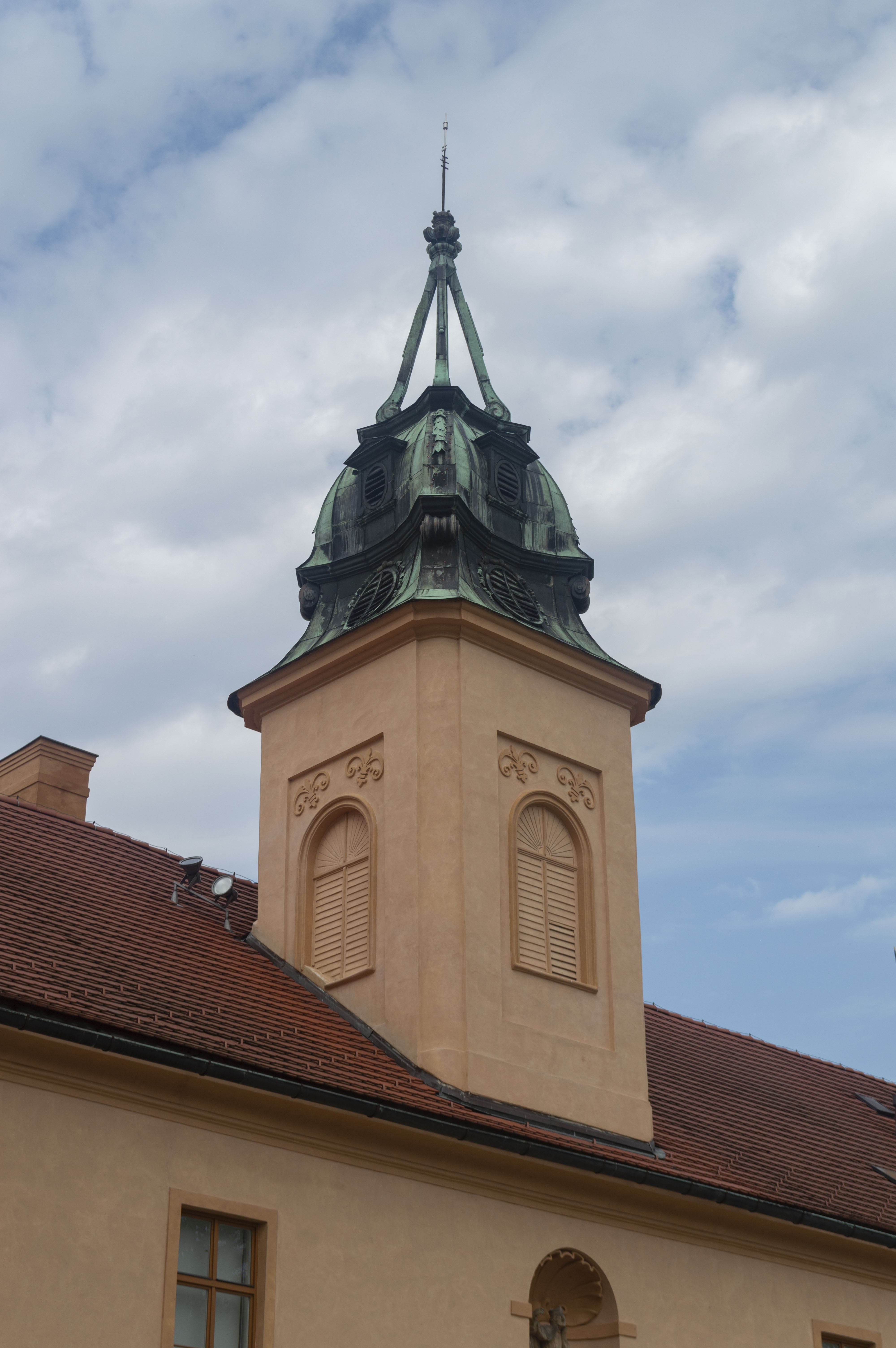
Věž budovy
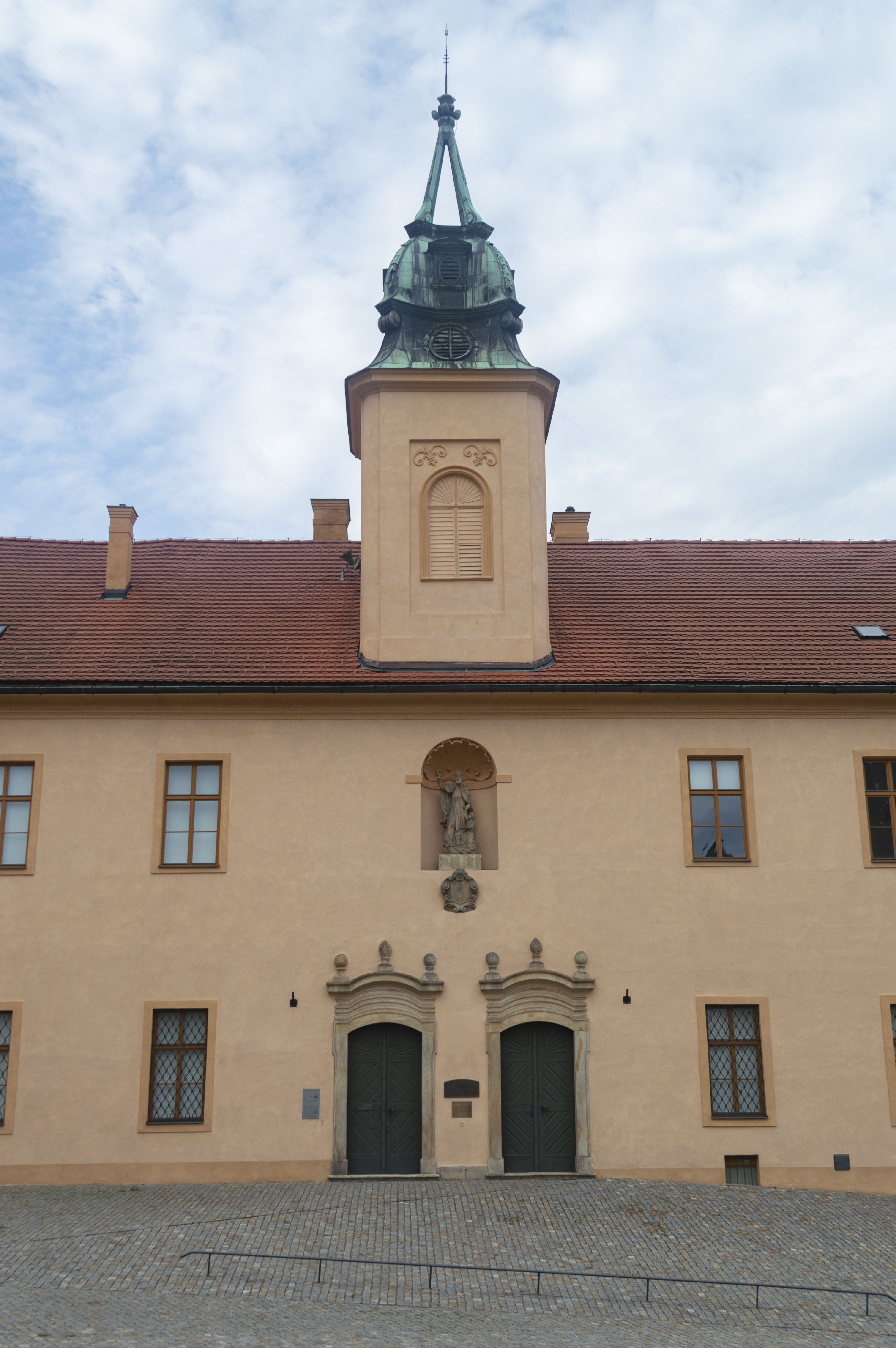
Střed budovy
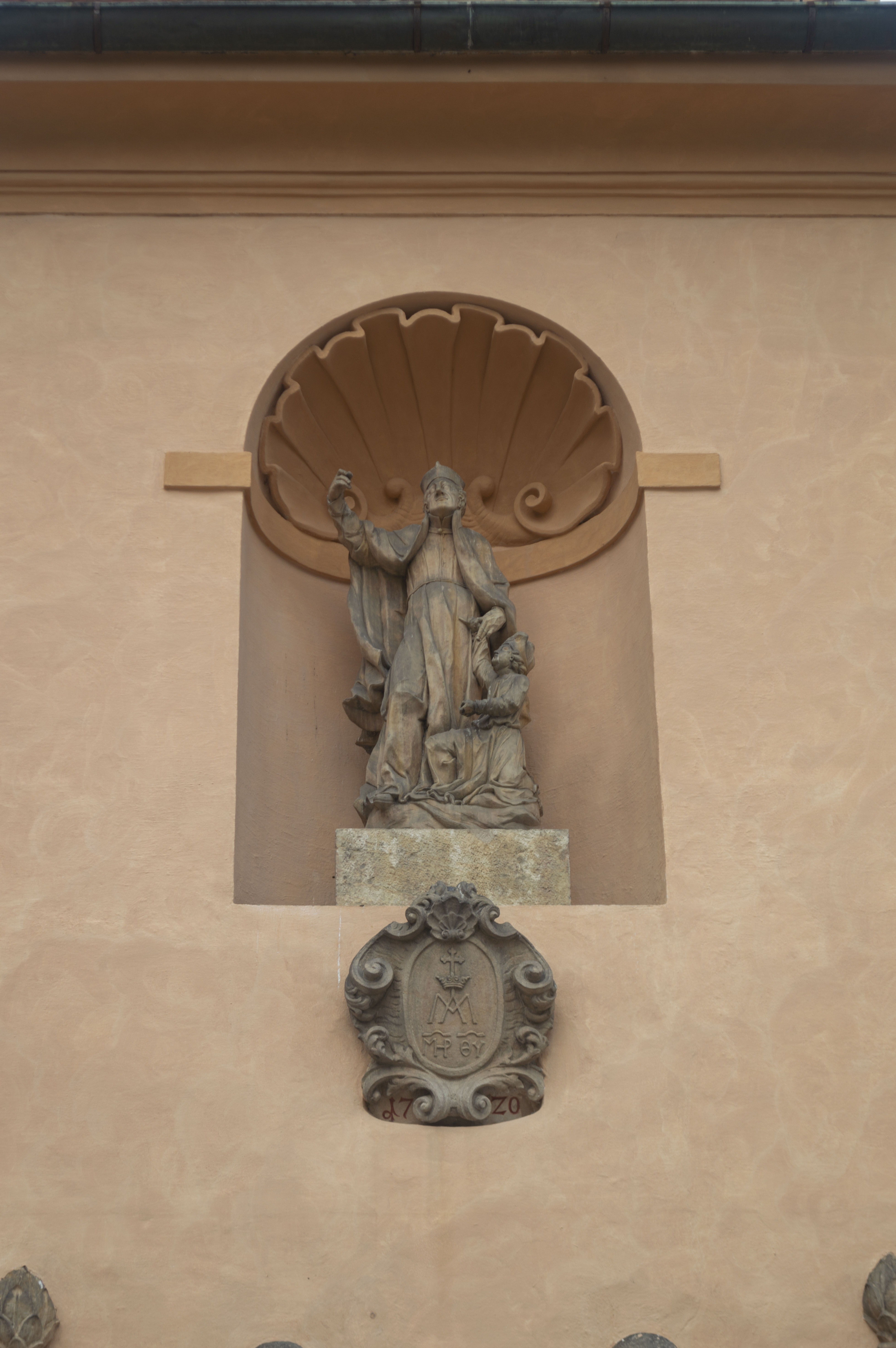
Nika se sochou a kartuš
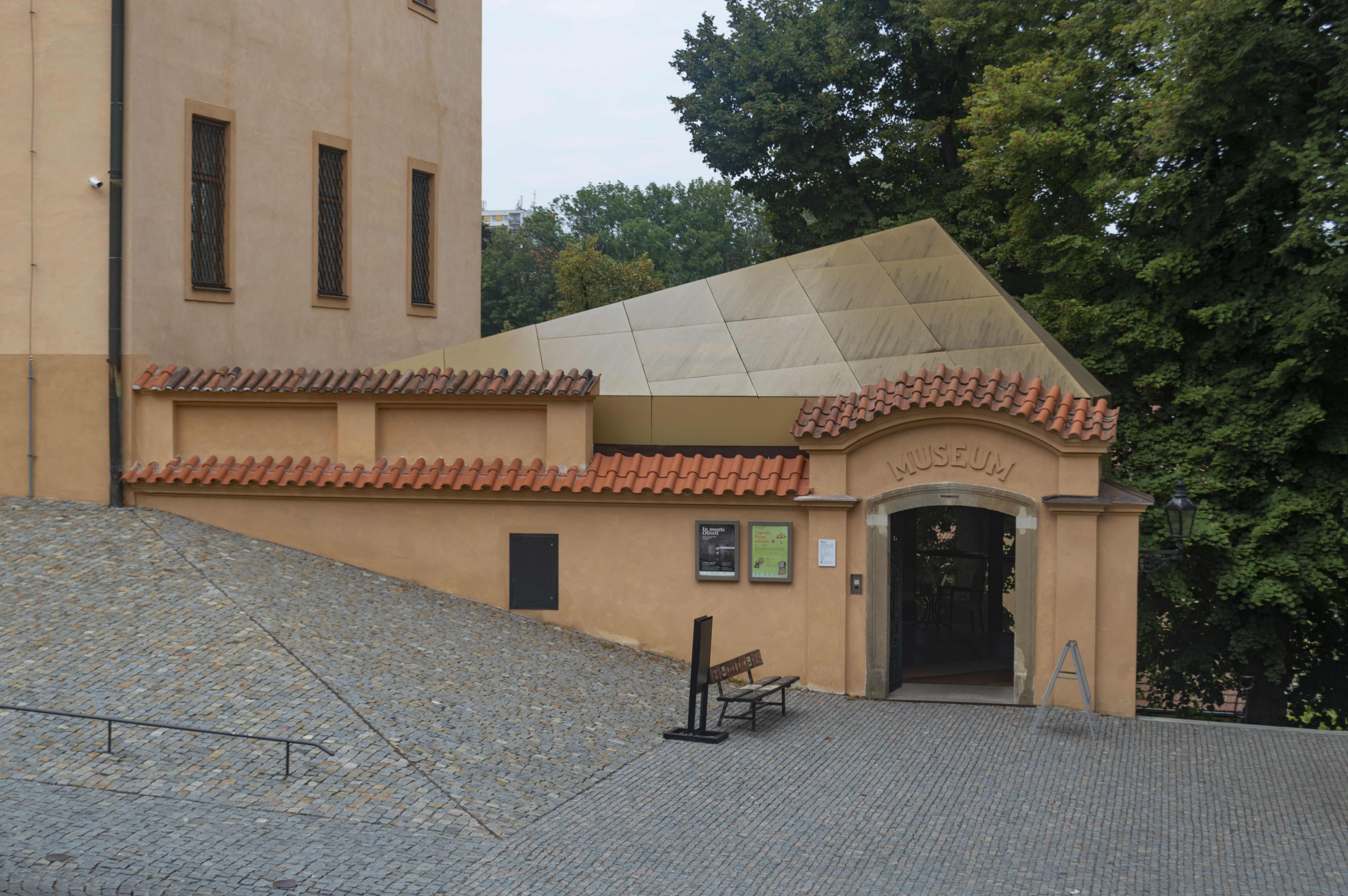
Moderní přístavba
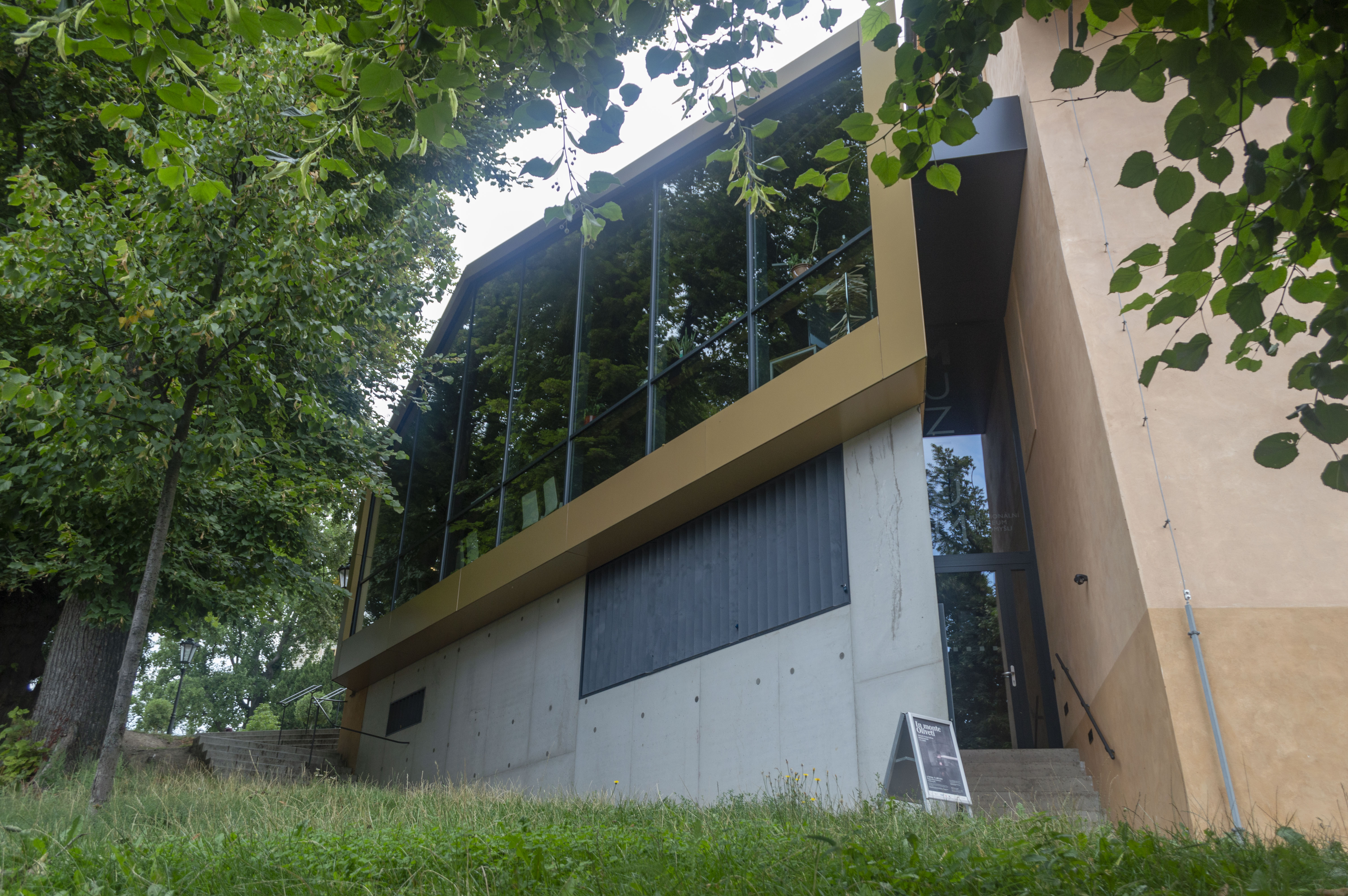
Moderní přístavba ze zadní strany
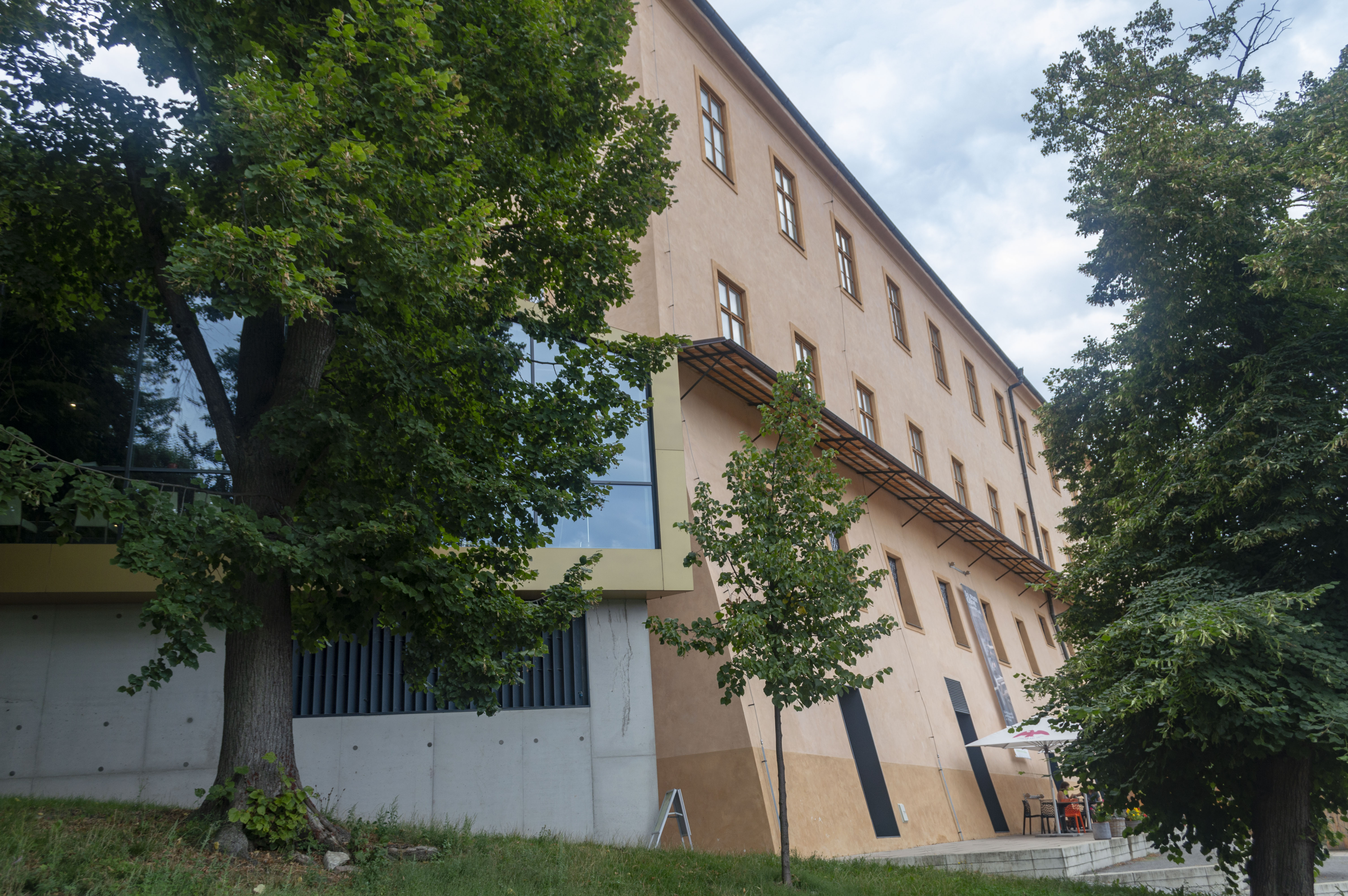
Zadní strana budovy

### Revitalizace muzea
V letech 2012–2014 proběhla revitalizace a dostavba objektu Regionálního muzea v Litomyšli podle návrhu architekta Josefa Pleskota.